# ミッドナイト ミュージアム
『ミッドナイト ミュージアム』(タイ語: Midnight Museum พิพิธภัณฑ์รัตติกาล)は、タナポップ・リーラッタナカジョーン (トー)とアタパン・プーンサワット(ガン)が主演する2023年に放送されたタイのテレビドラマシリーズである。

## 概要
Attaporn Teemarkornが監督を務め、GMMTVとAnda99によって制作された本作は、2022年11月22日にGMMTVによって開催された"GMMTV 2023 Diversely Yours,"のイベントにて2023年放送予定の19のドラマシリーズの1つとして発表された。 2023年3月6日 20:30 (ICT)より2023年4月4日までの間、GMM 25とViuにて毎週月曜日と火曜日に放送された。

## キャスト

### 主演
- カター：タナポップ・リーラッタナカジョーン (トー)
- ドーム/ザ・ワン/チャン：アタパン・プーンサワット(ガン)

### 助演
- アンティカ：アピンヤー サクンジャルーンスック (サーイパーン)
- タリポップ：パタラ・エークサーンクン (フォエイ)
- ジューン：ティパナリー・ウィーラワトノドム (ナムターン)
- バム：パチャトン・タナワット (プローイパット)

### カメオ出演
- ジブ：タナブーン・キエットニラン (ウー) (1, 2, 3, 4話)
- 幽霊：ターナット・ロークンナソムバット (リー) (1話)
- ボス：チャヤコーン・ジュターマー (JJ) (1, 2話)
- ペッチ：チャヤポン・ジュターマー (AJ) (1, 2話)
- 強盗のリーダー：チンラット・シリポンチャワリット (Mike) (2話)
- イット：タナウィン・ポンチャルンラット (ウィンニー) (2話)
- リン：チャヤニット・チャンサンガーウェ (パット) (3話)
- ゼン：ウェイアー・サングーン (ジョス) (3話)
- モス：ワチラウィット・チワアリー (ブライト) (3話)
- ジェイ：タナタット・タンジャラーラック (インディー) (4話)
- オート：ボッタム・ハンサー (ジャーワ) (4話)
- ゲーム：パウィン・クーラカーラニャウィット (4話)
- ドーム(過去)：タラトーン・ジャンタラウォーラカーン (ブーム) (4話)
- イン：ヨンワリー・アニンボン (ファー) (5話)
- ビー：トンタワン・タンティウェーチャクン (トゥ) (5, 9話)
- ニサ：ピントーン・ワシラーコム (ダーオ) (5話)
- ラチャニー：ウォラニット・ターワンウォン (ムーク) (5話)
- コング：ノファンド・ブーニャイ (オン) (5話)
- トン/ザ・ワン：コーラパット・クッパン (ナノン) (5, 6, 7, 10話)
- アン：ベンヤーパー・ジーンプラソーム (ヴィウ) (6話)
- ブーン：タワン・ウィホクラット (テイ) (7, 9, 10話)
- 兵士長：シワコーン・レーチューチョー (ガイ) (7話)
- タム：パナチャイ・シーアーリアルングルーアン (ジュニア) (8, 9, 10話)
- フォン：ジランタニン・トライラッタナヨン (マーク) (8, 10話)